# (4991) Hansuess
(4991) Hansuess es un asteroide perteneciente al cinturón de asteroides, descubierto el 1 de marzo de 1981 por Schelte John Bus desde el Observatorio de Siding Spring, Nueva Gales del Sur, Australia.

## Designación y nombre
Designado provisionalmente como 1981 EU29. Fue nombrado Hansuess en honor al físico nuclear austríaco Hans Suess. Propuso que la abundancia relativa de cada elemento depende de su masa y que los patrones en las abundancias elementales fueron causados por una combinación de propiedades nucleares y los mecanismos por los cuales se crean elementos pesados en las estrellas.

## Características orbitales
Hansuess está situado a una distancia media del Sol de 2,996 ua, pudiendo alejarse hasta 3,313 ua y acercarse hasta 2,680 ua. Su excentricidad es 0,105 y la inclinación orbital 10,51 grados. Emplea 1895 días en completar una órbita alrededor del Sol.

## Características físicas
La magnitud absoluta de Hansuess es 12,7.